# ويليام بي. كالدويل
ويليام بي. كالدويل (بالإنجليزية: William B. Caldwell)‏ هو عسكري أمريكي، ولد في 24 يناير 1954 في كولومبوس في الولايات المتحدة.